# Директива про радіообладнання (2022)

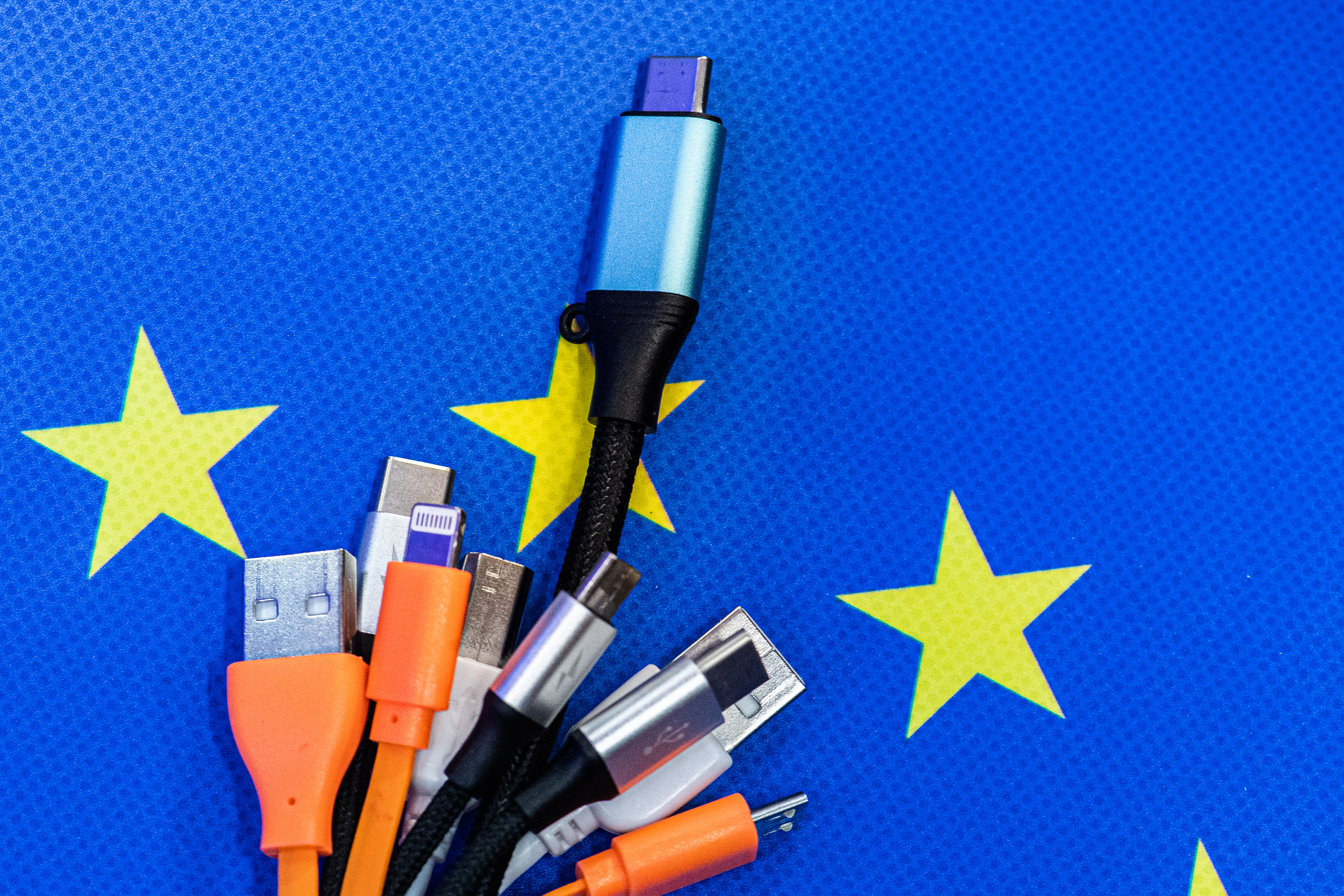
Європейський парламент прийняв нові правила, щоб до кінця 2024 року USB Type-C став загальним стандартом зарядки для малих електронних пристроїв.

Директива № 2022/2380 – директива Європейського парламенту та Європейської ради, яка була офіційно прийнята 23 листопада 2022 року та вносить поправки до Директиви щодо радіообладнання 2014/53. Директива передбачає використання USB-C як універсального зарядного пристрою за допомогою стандартного кабелю USB-C до USB-C для смартфонів, планшетів, цифрових камер, навушників, гарнітур, портативних ігрових консолей, портативних колонок, електронних пристроїв для читання, клавіатур, миші, портативні навігаційні системи та навушники, які використовують дротове заряджання, до кінця 2024 року, а ноутбуки – до 2026.
Метою директиви є зменшення електронних відходів шляхом зменшення потреби споживачів купувати різні зарядні пристрої для свого обладнання. Директива також дозволяє відокремити зарядний пристрій від пристрою під час продажу.
Якщо таке обладнання може заряджатися дротовою зарядкою при напрузі понад 5 вольт, струмі понад 3 ампер або потужності понад 15 Вт, воно повинно підтримувати повну функціональність USB Power Delivery.
Він вважається наступником спільного зовнішнього джерела живлення ЄС (2009-2014), добровільної специфікації, яка використовувала micro-USB як стандартний роз'єм.
Директиву розкритикувала Apple, яка в 2019 році стверджувала, що єдиний стандарт «заморозить інновації, а не заохочуватиме їх». Apple також зазначила, що якби універсальний стандарт не був існуючим стандартом, прийняття нового стандарту призвело б до збільшення електронних відходів. Apple використовувала свій фірмовий роз’єм Lightning для багатьох пристроїв, але з 2023 року використовує USB-C.